# The Greatest (Ian Brown)
The Greatest è un album di raccolta del cantautore inglese Ian Brown, pubblicato nel 2005.

## Tracce
1. My Star - 5:23
2. Corpses in Their Mouths - 4:11
3. Can't See Me (Bacon & Quarmby Remix) - 3:57
4. Be There (UNKLE featuring Ian Brown) - 5:16
5. Love Like a Fountain (Radio Edit) - 3:32
6. Dolphins Were Monkeys (New Version) - 2:57
7. Golden Gaze (Single Version) - 3:11
8. F.E.A.R. - 4:29
9. Whispers - 3:56
10. Forever and a Day (The Greatest Version) - 3:03
11. Keep What Ya Got - 4:29
12. Time Is My Everything - 3:53
13. Longsight M13 - 3:12
14. REIGN (UNKLE featuring Ian Brown) - 5:33
15. Lovebug (The Greatest Version) - 3:12
16. All Ablaze - 4:07
17. Return of the Fisherman - 4:19